# Ratspokal der Neustadt Hanau

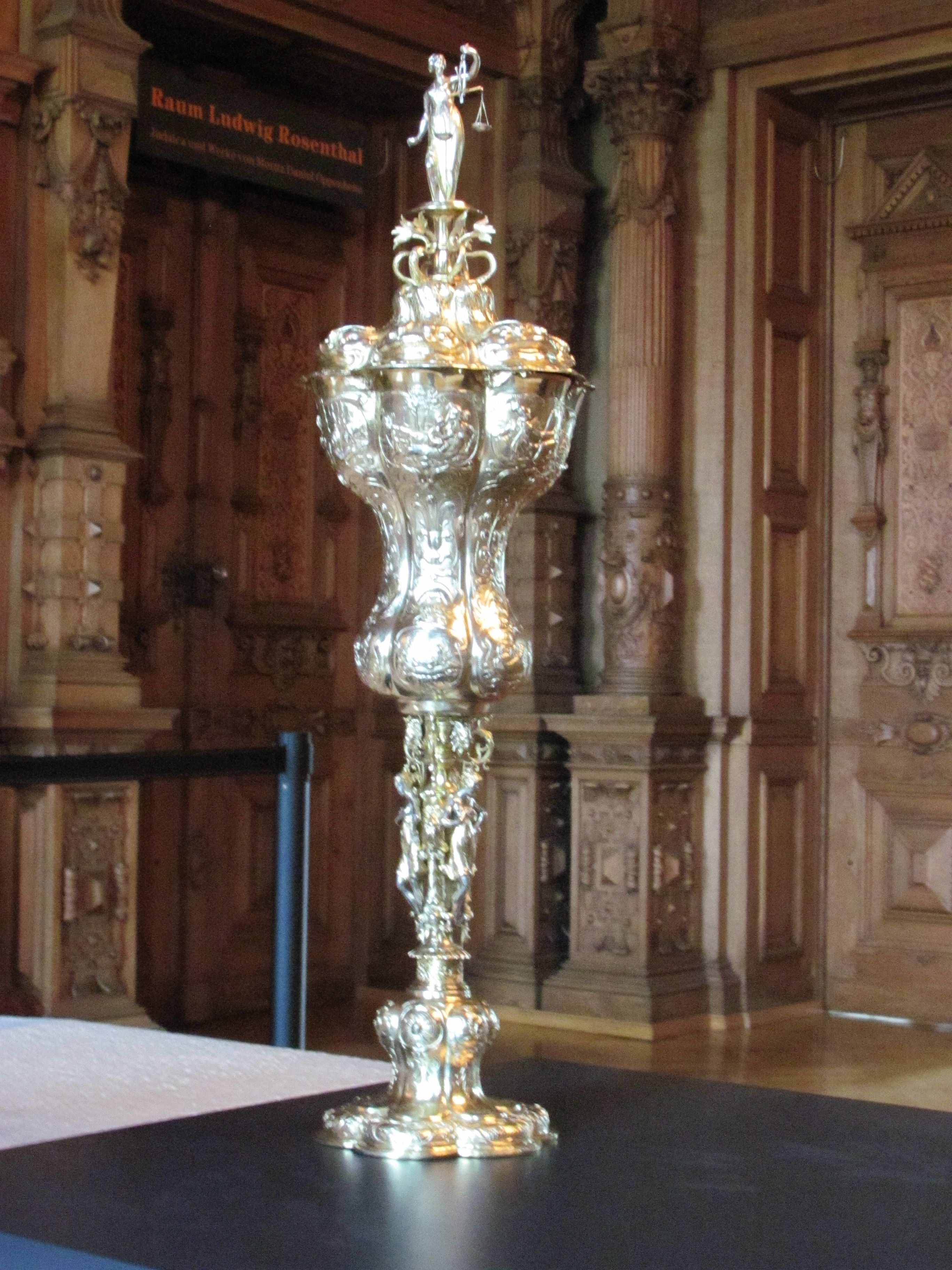
Ratspokal der Neustadt Hanau

Der Ratspokal der Neustadt Hanau ist eine herausragende Silberschmiedearbeit aus dem ersten Viertel des 17. Jahrhunderts von europäischem Rang.

## Beschreibung
Der Pokal gehört zur Gattung der Akkelei- oder Glockenblumenpokale, einer Form, die in der zweiten Hälfte des 16. Jahrhunderts in Nürnberg aus spätgotischen Buckelpokalen entwickelt wurde. Der Name bezieht sich auf die diesen Blumen nachgebildete Form der Kuppa des Pokals, die sich aus einem schmalen Schaft („Nodus“) entfaltet, der auf einem breiten Fuß steht. Die Vorbilder für den Hanauer Ratspokal stammen aus Nürnberg und Augsburg. Der Pokal weist eine frühbarocke Form und Ornamentik auf.
Abgeschlossen wird der Pokal von einem Deckel, den die Figur einer Justitia bekrönt. Der ganze Pokal ist feuervergoldet. Auf der oberen Sektion der Kuppa sind in Allegorien sechs Tugenden dargestellt: Liebe, Glaube/Hoffnung, Tapferkeit, Demut, Klugheit und Mäßigkeit. Der mittlere Abschnitt der Kuppa ist ornamental mit Pflanzen- und Tierdarstellungen geschmückt. Der untere Teil der Kuppa zeigt in weiteren Bildfeldern emblematisch Tiere, die den darüberstehenden Tugenden zugeordnet sind. Den Nodus schmücken drei Grazien, Blätter und Früchte.
Der Pokal ist 63,5 cm hoch und wiegt 1850 Gramm. Fuß, Kuppa und Deckel sind jeweils aus Silberblech getrieben, die Figur der Justitia und der Nodus gegossen. Die Oberfläche ist punziert, ziseliert und graviert.

## Zuschreibung
Der Pokal trägt das Beschauzeichen der Hanauer Goldschmiedezunft. Diese wurde mit einer Zunftordnung von 1610 gegründet. Das bedeutet, dass der Pokal nach 1610 entstanden ist und in Hanau geschaffen wurde. Zudem ist er mit einer Meistermarke punziert, einem nach rechts gerichteten Vogel mit aufgestellten Flügeln. Welcher Meister dieses Zeichen verwendete, ist nicht eindeutig geklärt. Die versuchte Zuschreibung zu dem aus Nürnberg stammenden Hanns oder Johannes Rappolt (* 1583, Nürnberg; † 11. Mai 1625, Hanau) ist umstritten. Träfe das zu, dann müsste der Pokal zwischen 1621, dem Jahr der Zuwanderung Johannes Rappolts nach Hanau, und 1625, dem Jahr seines Todes, entstanden sein.
Da von den vor dem Dreißigjährigen Krieg geschaffenen Gold- und Silberschmiedearbeiten aus Hanauer Produktion fast nichts die Zeitläufe überstanden hat, steht der Pokal insofern singulär da.

## Traditionsgeschichte
Geschaffen wurde der Pokal vermutlich für die Neustadt Hanau, eine Gründung aus dem Jahr 1597, vornehmlich für wohlhabende Glaubensflüchtlinge aus den Spanischen Niederlanden und Frankreich, Händlern und Handwerkern aus Luxusgewerben. Aus der Entstehungszeit gibt es zu dem Pokal keine archivalische Überlieferung. Diese setzt erst mit einem Inventarverzeichnis aus dem Jahr 1811 ein. Der konkrete Anlass, zu dem der Pokal gestiftet wurde, ist deshalb unbekannt.
1880 auf der Kunst- und Industrieausstellung in Düsseldorf gezeigt, wurde der Pokal von der Stadt Hanau für 20.600 Mark an die Frankfurter Kunst- und Antiquitätenhändler Gebrüder Löwenstein verkauft, die für Mayer Carl von Rothschild eine Sammlung internationaler Goldschmiedekunst aufbauten. Dies geschah, obwohl es sich um eines der wichtigsten Kunstwerke handelte, die je in Hanau hergestellt worden waren. Die Stadt hatte zuvor noch von August Schleißner eine Nachbildung für die Sammlung der staatlichen Zeichenakademie fertigen lassen. August Schleißner fertigte weitere Kopien des Pokals, die er in das Angebot seiner Firma aufnahm und verkaufte. Nachbildungen, die zum Verkauf standen, sind auch von der Firma Neresheimer und anderen bekannt.
Die Sammlung Rothschild wurde 1911 aufgelöst und in Paris versteigert. Davon zeugen noch heute zwei französische Einfuhrstempel, die seit 1902 in Gebrauch waren, und im Deckel angebracht wurden. Nach der Auktion verliert sich die Spur des Pokals zunächst, da er in eine nicht-deutsche Privatsammlung aufgenommen wurde. Erst in den 1980er Jahren kam er wieder auf den Markt und konnte von der Stadt Hanau mit Hilfe der Hessischen Kulturstiftung, der Kulturstiftung der Länder sowie Spenden von Privatpersonen und Firmen wieder erworben werden. Heute wird er in der Dauerausstellung des Historischen Museums Hanau in Schloss Philippsruhe gezeigt.

## Weiteres
Reinhold Ewald stellt in dem Gemälde Huldigung der Bürger der Neustadt Hanau beim Grafen Philipp Ludwig II. (1956) den Moment der Übergabe des Pokals in den Mittelpunkt.
Auch Christiane Grefs Roman Das Meisterstück (2010) thematisiert den Pokal.

## Weblink
- Ratspokal im Historischen Museum Hanau